# Campo de Oro
Campo De oro es un sector de Mérida que queda situado justamente al lado del aeropuerto Alberto Carnevalli de la ciudad, alberga una de las grandes zonas populares del centro geográfico de la ciudad. se caracteriza por albergar numerosos comercios dedicados al sector automotor.
En sus inmediaciones se encuentran la Facultad de Farmacia y Bioanálisis, así como el hospital más grande de la región Andina, IHULA (Instituto Autónomo Hospital Universitario de los Andes) canchas y estadios populares, el estadio de Fútbol Estadio Guillermo Soto Rosa y el Estadio De Béisbol Libertador, y también comprende canchas deportivas de la ULA.
El sector Campo De oro se divide en sectores como lo son algunos:
- Calle principal o Calle 1
- Calle 2
- Calle 3
- calle Rómulo Gallegos
- Avenida Humberto Tejera
- Parte de la Avenida 16 de septiembre
- Callejones como los son: El tigre etc.

En este mismo sector urbano, se ubican el Hospital Universitario de Los Andes, las Residencias universitarias masculinas de la Universidad de Los Andes, así como el Departamento de Transporte y Servicios Generales, e instituciones como los son el Juan Ruiz Fajardo.
- Datos: Q5745872